# Groupe Valvoline
Le groupe Valvoline est un groupe de dessinateurs fondé par Lorenzo Mattotti à Bologne en 1983. Il publiait notamment des suppléments de 30 à 40 pages dans le magazine Alter.

## Historique
Le nom vient du mot italien désignant un fusible de petite taille utilisé dans les télévisions. Aux États-Unis, Valvoline est également le nom d'une huile de moteur.
En 2019, Lorenzo Mattotti sort le long-métrage La Fameuse Invasion des ours en Sicile et Igort sort le sien.

## Composition
Le groupe se composait de Igort, Brolli, Giorgio Carpinteri, Marcello Jori, Lorenzo Mattotti et Jerry Kramsky.

## Sources